# リュドヴィク・チビロフ
リュドヴィク・チビロフ（オセット語: Цыбырты Алексейы фырт Людвиг、1932年11月19日 - ）は、国際的に未承認の南オセチア共和国の初代大統領。
1964年に準博士号を、1978年に「オセチア人の民族農民の暦」のテーマで博士号を取得。
1991年までソ連共産党員。
1996年、南オセチア共和国の初代大統領に選出。在任中、親グルジア路線を取ったため、野党から批判された。
2001年、大統領選に出馬し、再選を目指したが、親露派のエドゥアルド・ココイトゥイに敗れた。

## パーソナル
ツヒンヴァリ出身。オセチア人。
1956年、K.L.ヘタグロフ名称北オセチア国立教育大学歴史学部を優秀で卒業。民俗学者、歴史科学博士。